# NGC 2102
NGC 2102 ist ein offener Sternhaufen im Sternbild Dorado in der Großen Magellanschen Wolke.
Das Objekt wurde in den 1830er Jahren von John Herschel entdeckt.